# Jan IV Roth

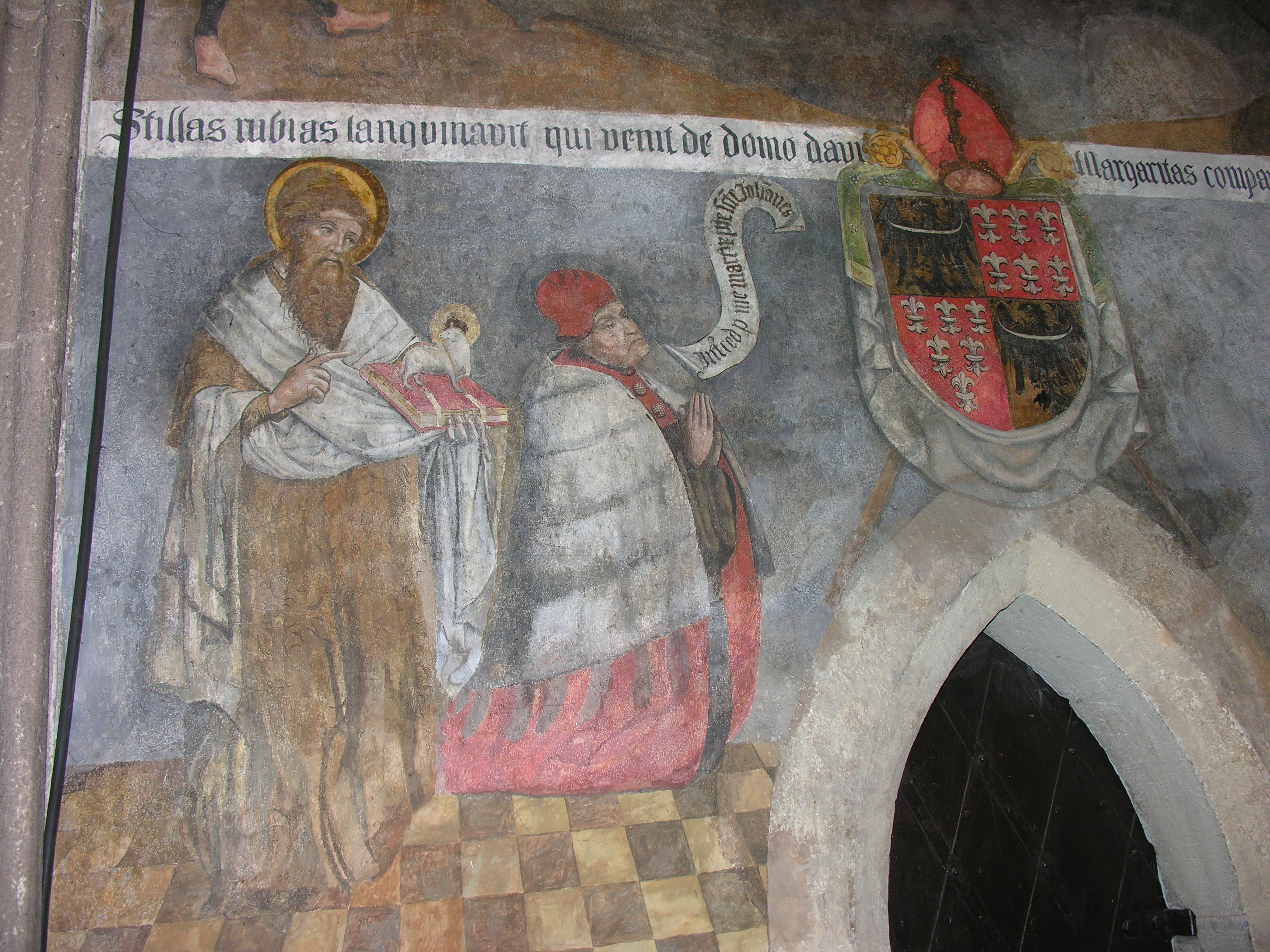
Biskup Jan Roth (z prawej) i św. Jan Chrzciciel. Malowidło w ambicie katedry wrocławskiej

Jan IV Roth herbu własnego (ur. 30 listopada 1426 w Wemding, zm. 21 stycznia 1506 w Nysie) – biskup wrocławski w latach 1482–1506, starosta generalny Śląska w latach 1490–1497.
Nauki pobierał w Rzymie i w Padwie, został sekretarzem króla Władysława Pogrobowca (zm. 1457), a po jego zgonie – rajcą Fryderyka III. Jako biskup Lawantu towarzyszył w 1469 cesarzowi do Rzymu, posłował też do Wenecji i innych państw.
Od 1466 nominalny dziekan kapituły wrocławskiej, wyznaczony na ordynariusza tej diecezji przez króla węgierskiego i czeskiego Macieja Korwina, aż do jego śmierci w 1490 pozostawał pod jego silnym politycznym wpływem, później także powstrzymywał zabiegi korony polskiej o zwiększenie jej wpływów we Wrocławiu i na Śląsku. Niemal stracił życie, kiedy książę opolski i niemodliński Mikołaj II próbował podczas zjazdu w Nysie w 1497 targnąć się na życie jego i królewskiego namiestnika, księcia Kazimierza II cieszyńskiego. W tym samym roku odbył synod miejscowy. Korespondował z Kallimachem (w 1492, 1495), miał spory o koadiutora, którym chciał uczynić Fryderyka cieszyńskiego. Wobec oporu kapituły w 11 marca 1502 mianował Jana Thurzo. W 1504 podpisał układ kolowratski, powtarzający podjęte wcześniej już decyzje, że wybór przyszłego biskupa wrocławskiego musi zostać dokonany tylko spośród kandydatów pochodzących z Czech, Moraw, Łużyc lub Śląska, oraz że śląskie beneficja kościelne mogą być przekazywane tylko Ślązakom.
Napisał Annotationes de rebus suis temporibus primariis.
W 1496 zamówił w Norymberdze swój nagrobek u Petera Vischera starszego. Ustawiono go w południowej ścianie ostatniego przęsła kaplicy Mariackiej w katedrze wrocławskiej w 1503, a po śmierci biskupa uzupełniono o stosowną inskrypcję.